# Genius (przedsiębiorstwo)
Genius – amerykańskie przedsiębiorstwo zajmujące się mediami cyfrowymi, założone w sierpniu 2009 roku przez Toma Lehmana, Ilana Zechory’ego i Mahboda Moghadama. Witryna Genius umożliwia użytkownikom dostarczanie adnotacji i interpretacji tekstów piosenek, wiadomości o muzykach i informacji dotyczących utworów. Pierwotnie funkcjonowała pod nazwą Rap Genius. 
W 2014 roku została wydana aplikacja na iPhone’a. Wersja na Androida została wydana w sierpniu 2015 roku, a w 2016 i 2017 roku firma zaczęła produkować filmy dotyczące muzyki oraz organizować wydarzenia na żywo i koncerty.